# (27955) Yasumasa
(27955) Yasumasa est un astéroïde de la ceinture principale.

## Description
(27955) Yasumasa est un astéroïde de la ceinture principale. Il fut découvert le 24 août 1997 à Nanyo par Tomimaru Okuni. Il présente une orbite caractérisée par un demi-grand axe de 2,40 UA, une excentricité de 0,21 et une inclinaison de 6,9° par rapport à l'écliptique.

## Compléments